# 四硫代钼酸铵
四硫代钼酸铵是一种无机化合物，化学式为(NH4)2MoS4。

## 制备
四硫代钼酸铵可由仲钼酸铵、氨水和硫化氢反应得到，反应在65~70℃水浴中进行：
{\displaystyle {\ce {(NH4)6Mo7O24 * 4H2O + 8 NH3*H2O + 28 H2S -> 7 (NH4)2MoS4 + 36 H2O}}}
为避免使用剧毒的硫化氢气体，也可先将钼酸铵（或三氧化钼）溶于浓氨水，然后加入硫化铵进行反应：
{\displaystyle {\ce {(NH4)6Mo7O24 + 8 NH3* H2O -> 7 (NH4)2MoO4 + 4 H2O}}}
{\displaystyle {\ce {(NH4)2MoO4 + 4 (NH4)2S -> (NH4)2MoS4 + 4 NH3*H2O}}}
反应过程中，MoO42-中的氧被硫取代，颜色变为黄色（MoO3S2-）、橙红色（MoOS32-）至血红色（MoS42-），而MoO2S22-出现的时间很短（反应很快），因此难以观察到橙色。